# Qikiqtaaluk

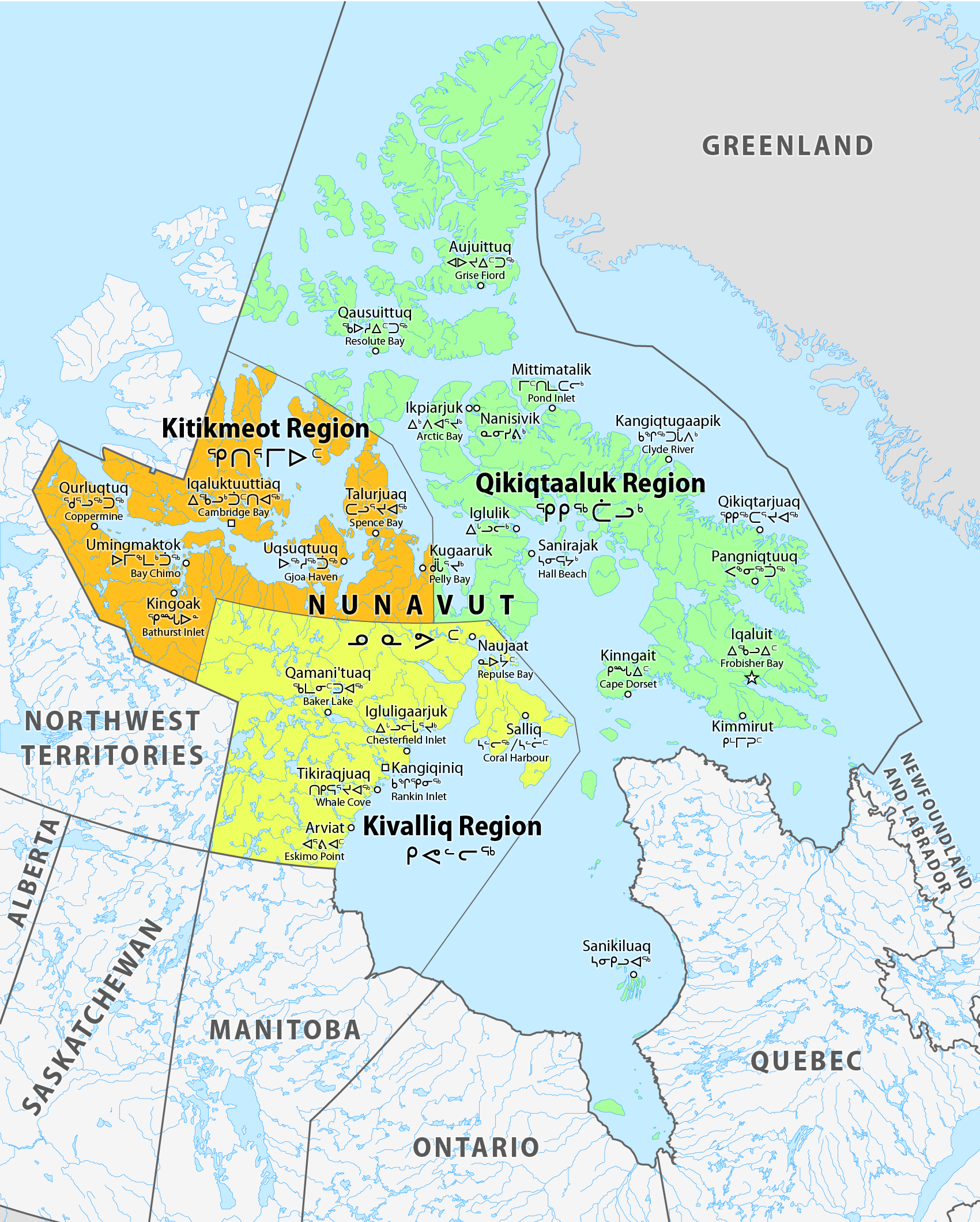
Nunavut-Regionen mit Gemeinden

Qikiqtaaluk Region, Qikiqtani Region (Inuktitut ᕿ ᑭ ᖅ ᑖ ᓗ ᒃ) oder Baffin Region ist eine administrative Region des kanadischen Territoriums Nunavut. Der regionale Verwaltungssitz ist Iqaluit, wo mehr als ein Drittel der gesamten Bevölkerung lebt.
Qikiqtaaluk ist mit fast einer Million Quadratkilometern die größte auf der zweiten Ebene befindliche Verwaltungseinheit der Welt.

## Name
Qikiqtaaluk ist der traditionelle Name in der Sprache Inuktitut für die Baffininsel. Qikiqtaaluk Region ist die am häufigsten verwendete Bezeichnung in offiziellen Kontexten.
Obwohl der Name Qikiqtaaluk seit 1999 offiziell ist, wurde von Statistics Canada das Gebiet in Veröffentlichungen wie beispielsweise dem Census weiterhin als „Baffin Region, Nunavut“ bezeichnet und erst für die Volkszählung 2021 umgestellt.

## Geographie
Die Region besteht aus der Baffininsel, den Belcherinseln, den Ottawa Islands, Akimiski Island, Mansel Island, Prince Charles Island, der Bylot-Insel, Devon Island, Cornwallis Island, Bathurst Island, Amund Ringnes Island, Ellef Ringnes Island, Axel Heiberg Island, Ellesmere Island, der Melville-Halbinsel, dem östlichen Teil der Simpson-Halbinsel sowie der Melville-Insel und dem jeweils nördlichen Teil der Prince-of-Wales-Insel und von Somerset Island sowie kleineren Inseln, wie der Vivian Insel dazwischen. Die Region umfasst sowohl die nördlichsten (Ellesmere Island) als auch südlichsten Gebiete (Akimiski Island) des Territoriums.

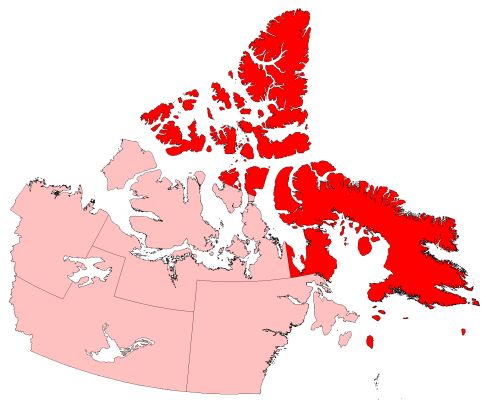
Baffin Region bis 1999

Vor 1999 existierte die Qikiqtaaluk-Region unter etwas anderen Grenzen als Baffin Region, Northwest Territories.

## Demographie
| Zensus | Region    | Region           | Nunavut   | Nunavut          |
| Zensus | Einwohner | Veränderung in % | Einwohner | Veränderung in % |
| ------ | --------- | ---------------- | --------- | ---------------- |
| 2016   | 18.988    | + 12,1           | 35.944    | + 12,7           |
| 2011   | 16.939    | + 7,4            | 29.474    | + 8,3            |
| 2006   | 15.765    | + 9,7            | 29.474    | + 10,2           |
| 2001   | 14.372    | + 8,7            | 26.745    | + 8,1            |
| 1996   | 13.218    | + 16,1           | 24.730    |                  |
| 1991   | 11.385    |                  |           |                  |

## Gemeinden
Die Region gliedert sich in 14 Gemeinden. 99,84 Prozent der Fläche gehören jedoch zu keiner Gemeinde.
1. Iqaluit (Hauptstadt, ehemals Frobisher Bay)
2. Arctic Bay
3. Clyde River
4. Grise Fiord
5. Iglulik
6. Kimmirut
7. Kinngait
8. Nanisivik
9. Pangnirtung
10. Pond Inlet
11. Qikiqtarjuaq
12. Resolute
13. Sanikiluaq
14. Sanirajak

Neun Gemeinden liegen auf der Baffin Island (mit vorgelagerten Inseln), zwei auf den Königin-Elizabeth-Inseln im hohen Norden, zwei auf der Melville-Halbinsel (einschließlich vorgelagerter Inseln) und eine auf den Belcher Islands im Süden.

## Übriges Gebiet
Folgende, inzwischen größtenteils verlassene oder aufgegebene Stationen und Handelsposten und Camps liegen außerhalb der Gemeinden:
1. Achiwapaschikisit
2. Alert
3. Alexandra Fiord
4. Amadjuak
5. Aquiatulavik Point
6. Cape Dyer
7. Cape Smith
8. Charlton Depot
9. Craig Harbour
10. Dundas Harbour
11. Eureka
12. Fort Conger
13. Hazen Camp
14. Isachsen
15. Kekerten
16. Killiniq
17. Kipisa
18. Kivitoo
19. Mikwasiskwaw Umitukap Aytakunich
20. Nottingham Island
21. Nuwata
22. Padloping Island
23. Polaris
24. Port Burwell
25. Resolution Island
26. Tanquary Camp
27. Tupialuviniq
28. Ward Hunt Island Camp

## Geschützte Gebiete
- Auyuittuq-Nationalpark
- Sirmilik-Nationalpark
- Quttinirpaaq-Nationalpark
- Katannilik Territorial Park
- Kekerten Territorial Park
- Mallikjuaq Territorial Park
- Qaummaarviit Territorial Park
- Sylvia Grinnell Territorial Park